# ویکتوریا اکسپرس
ویکتوریا اکسپرس (به انگلیسی: Victoria Express) یک کشتی است.